# Коровчино (Быховский район)
Коро́вчино (бел. Кароўчына) — деревня в составе Черноборского сельсовета Быховского района Могилёвской области Республики Беларусь.
В окрестностях деревни находятся несколько баз отдыха.

## География

### Расположение
В 55 км от Могилёва, в 20 км от железнодорожной станции Друть (железная дорога Могилев — Осиповичи).

### Водная система
Деревня расположена на затопленном берегу Друти у северного края Чигиринского водохранилища. 

## Население
- 2009 год — 10

## История

### Речь Посполитая
Предположительно, деревня была основана в 1770-х годах после того, как в результате Первого раздела Речи Посполитой в 1772 году земли имения Лубянка, расположенные на правом берегу Друти и принадлежавшие Быховскому монастырю каноников латеранских Святого Антония, остались на территории Великого княжества Литовского. В то время как основная часть фольварка оказалась в Российской Империи.
В результате, в селе Озераны Рогачевского района в 1773 году был основан аналогичный монастырь каноников латеранских. Ему, помимо указанных земель, принадлежало одноименное имение Озераны с селом и деревнями Подселы, Крушиновка и Ректа. Первоначальное название деревни — Коровская Слободка, позднее — Коровщина и Коровчино.

### Российская империя
В 1793 году после 2-го раздела Речи Посполитой  Коровчино отходит к Российской Империи. Основным населением изначально являлись шляхтичи Вераксо. Позднее, в результате браков, появились Каплинские, Гронские и Савицкие. Ещё позднее здесь поселились Лонские и Соболевские.
В 1840-е годы сюда была переселена семья Чернявских из деревни Подселы. Позднее здесь же поселились бывшие церковные крестьяне из села Глухи, перешедшие в ведение казны: Красовские, Ковалёвы (Ковалевские) и Соболевские. Приблизительно в 1860-е годы здесь поселились бывшие шляхтичи Ярошкевичи (Ерошкевичи). 
В конце 1880-х годов из деревни Сущев в примаки пришел Ткачев Сидор.

## Население
- 1909 год — 88 жителей, 13 дворов
- 1919 год — 105 жителей
- 2010 год — 10 жителей